# Minstrel

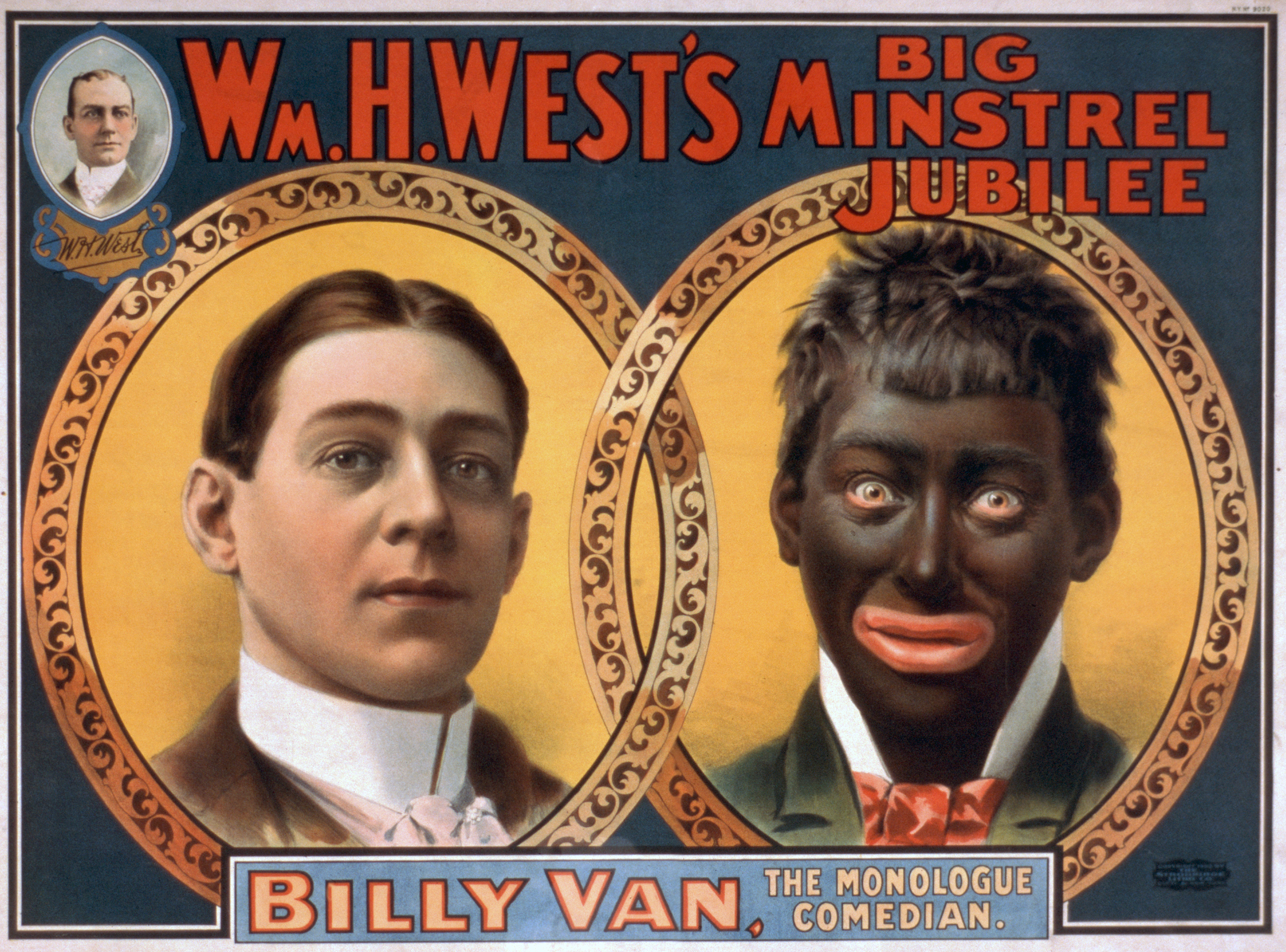
Plakat für eine Minstrel-Show von William H. West, um 1900

Als Minstrel (englisch für „kleiner Diener“, abgeleitet von Ménestrel, einer Bezeichnung für mittelalterliche Spielleute) wurde eine im 19. Jahrhundert populäre Form der Unterhaltungsmusik in den USA bezeichnet. 
Die Minstrel-Musik begann in den 1830er Jahren bekannt zu werden und löste sich Anfang des 20. Jahrhunderts in moderneren Musikformen auf. Ursprünglich wurden die so genannten Minstrel Shows von weißen Unterhaltungsmusikern aufgeführt, die ihre Gesichter schwarz färbten (Blackface) und das vermeintliche Leben der Afroamerikaner karikierten. Sie imitierten zur Belustigung eines zumeist weißen Publikums ihre Sprache und versuchten, die afroamerikanische Art des Tanzens in übertriebener Weise nachzuahmen. Die Musik wurde als afroamerikanisch ausgegeben, war aber meist generische europäische Fiddlemusik; ein irisches Lied etwa trägt den Titel The Minstrel Boy. Sie imitierte die Art afroamerikanischer Musiker, denen man auf den Plantagen das Spielen irischer Fiddletunes beigebracht hatte und die diese auf ihre spezielle Art spielten.
Besonders seit dem Ende des 19. Jahrhunderts gab es immer mehr afroamerikanische Minstrel-Musiker, die sich zumeist ihr Gesicht ebenfalls schwarz färbten. Teilweise konnten sie so rassistische Auftrittsbeschränkungen umgehen, weil die Zuschauer gar nicht merkten, dass sie wirklich einen Schwarzen vor sich hatten. Die Minstrel-Musik beeinflusste die US-amerikanische Musik dieser Zeit, aber auch Bluegrass und Country. Viele der afroamerikanischen Minstrels leisteten auch Beiträge zu einem archaischen Jazz.